# Cathédrale de la Transfiguration de Dnipro
Pour les articles homonymes, voir Cathédrale de la Transfiguration.
La Cathédrale de la Transfiguration du Sauveur (ukrainien : Спасо-Преображенський кафедральний собор, Спасо-Преображенский собор) est l'église orthodoxe principale de Dnipro, en Ukraine. Elle fait partie du diocès de Dnipropetrovsk (anciennement Katerynoslav) de l'Église orthodoxe ukrainienne (patriarcat de Moscou). Elle est dédiée à la Transfiguration de Jésus.

## Conception
L'idée que la structure principale de la ville, à savoir la cathédrale, fut construite selon les plans de la basilique Saint-Pierre du Vatican est profondément ancrée dans la littérature de Dniopr. Elle est par ailleurs considéré comme un symbole des changements culturelles et socio-économiques ayant eu lieu dans cette région alors nouvellement rattachée à l'Empire russe.
Les plans de la cathédrale sont situés aux Archives Militaires et Historiques Nationales Russes de Moscou. Ils appartiendraient à l'architecte Claude Gerua. Ils présentent une une basilique imposante à cinq nefs. Elle est ornées de portiques, notamment un portique à huit colonnes suivant l'ordre corinthien sur la façade principale, et des portiques à six colonnes sur les côtés. Par ailleurs, un énorme dôme la surplombe. Une planche hypothécaire en cuivre doré ornée d'inscriptions est situé à un endroit particulier des fondations de l'autel pour le futur temple. Elle est découverte pendant la pose en 1830, et repositionné dans la nouvelle fondation de la structure actuelle.
La cathédrale, en forme de T, est conçue selon le style néo-classique. L'avant de la cathédrale est élargie pour former deux bordures, celle de gauche honorant Catherine d'Alexandrie, et l'autre Nicolas de Myre. Le dôme, s'élevant au-dessus de la section précédant l'autel, a un diamètre de plus de huit mètres, et est supporté par les quatre colonnes rectangulaires de la voûte. Les murs sont parés de seize vitraux mettant en scène huit prophètes bibliques. On peut trouver, directement sous les vitraux, des images des évangélistes, Matthieu, Marc, Luc, et Jean, peintes sur les voûtes,.

## Histoire
L'idée d'un grand temple servant de centre à Ekaterinoslav était une priorité. La première pierre est posée le 20 mai 1787 par l'impératrice Catherine II, accompagné de l'empereur d'Autriche Joseph II, durant son voyage en Crimée. L'évènement est décrit dans les mémoires de Louis-Philippe de Ségur. Le prince Grigori Potemkine voit l'édifice comme un des centres religieux de la Nouvelle-Russie. Les fondations ne sont achevées qu'en 1789 : des pierres, grandes et petites, avaient été disposées et liés par du calcaire, et de profondes tranchées creusées. Le coût des simples fondations coûta au trésor national de l'Empire russe 71 102 roubles.
La construction est sérieusement retardée par la guerre russo-turque de 1787 à 1792. En particulier, le financement avait été complètement suspendu. Il est cependant à noter que les fondations furent terminées pendant la guerre, le reste de la construction étant achevé dans les deux années qui suivent. Le 5 octobre 1791, la mort inattendue de Ptemkine déclenche des difficultés dans la construction.
Après la mort de Potemkine, on découvre que la construction suivait deux projets simultanément. De plus, les chefs du chantier avaient déjà exprimé leur insatisfaction quant à leur incapacité à identifier les tâches précises qui avaient été accomplies.
Le 29 mars 1806, Alexandre Ier (empereur de Russie) ordonne la mise à jour des plans par Armand-Emmanuel du Plessis de Richelieu, même si la construction ne démarrera pas avant 1830. L'empereur décrète par ailleurs un édit le 8 février 1807 pour accorder une subvention de 69 550 roubles et commencer les travaux sous trois ans. Sous la direction de l'archevêque Gabriel, la cathédrale est construite à une échelle plus petite que celle originellement prévue, et est consacrée en 1835. La conception en est attribuée à Andreyan Zakharov, généralement sur la base de sa ressemblance avec la cathédrale Saint-André de Kronstadt. Le bâtiment est endommagé par un séisme en 1888 puis par les bombardements durant la Seconde Guerre mondiale.
Étant construite sur une des collines près du Dniepr, la cathédrale devient un symbole de la transformation des steppes en ville. La cathédrale est fermée en 1930, et il est prévu de la détruire afin de la remplacer par un monument honorant le prolétariat international, dans le contexte de la Révolution d'Octobre. Pendant la Grande Guerre patriotique, la cathédrale devient cependant un musée. Les services religieux y sont temporairement autorisés en 1941 sous l'autorité du Reichskommissariat Ukraine. Les appartements des membres du clergé assignés à la cathédrale (y compris l'évêque), sont actuellement situés sur le même terrain que la cathédrale, et un charnier, contenant les corps de ceux tués en 1941 dans les rues alentour, est situé près de la porte centrale. Finalement, la quasi-totalité des éléments d'intérieur de l'église (notamment l'iconostase et la partie supérieure du clocher) sont détruits par un incendie. L'église est quant à elle convertue en entrepôt à papier pour la maison d'édition Zoria,.
Cependant, l'église est transformée en musée de la religion et de l'athéisme de 1975 à 1992,,. Son iconostase est cependant conservée sous le prétexte de son importance historique, tandis que la cloche est cachée derrière la porte.
La cathédrale est grandement rénovée à partir du milieu des années 1990, et ce jusqu'au début des années 2000. La façade du bâtiment est notamment ravalée entièrement. Le but de la restauration intérieure est de se ramener au plus proche possible de l'état initiale. D'un autre côté, un certain nombre de retraits furent effectués, notamment certaines fresques du milieu du XIXe siècle. Le décor intérieur est complètement refait. L'iconostase fut réparée en s'inspirant des rares photos du XXe siècle. Une nouvelle cloche est placée et consacrée en 2008,.
L'édifice est inscrit au Registre national des monuments immeubles d'Ukraine sous le numéro 12-101-0020.

## Galerie  d'images

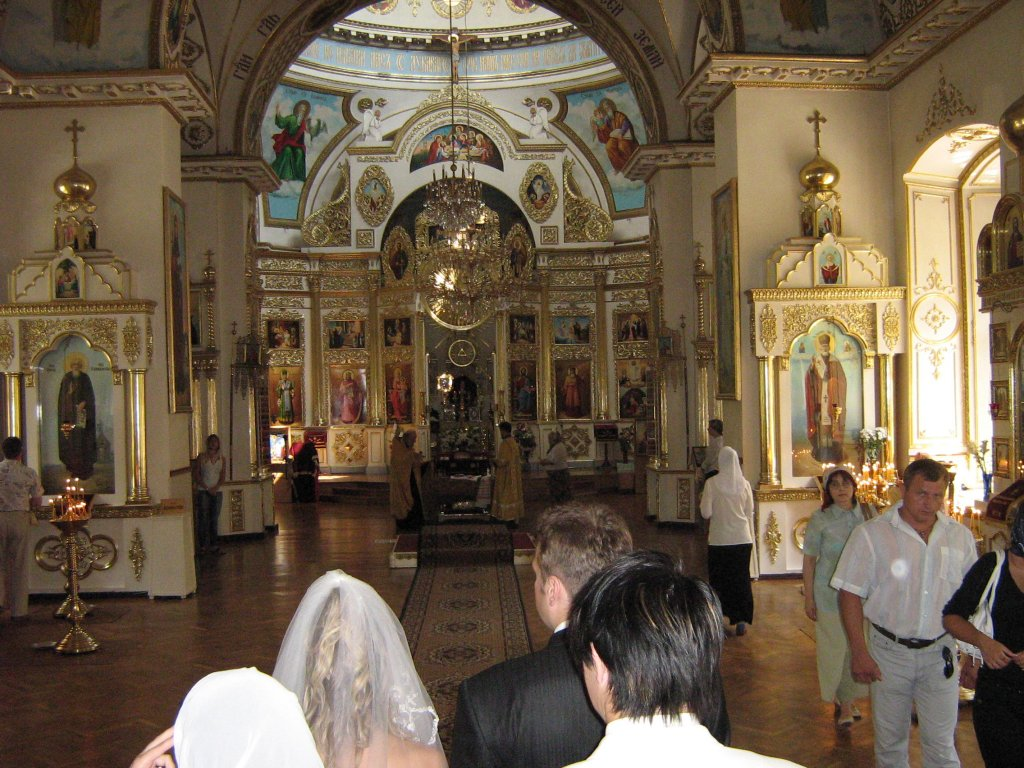
L'intérieur de la cathédrale en 2007
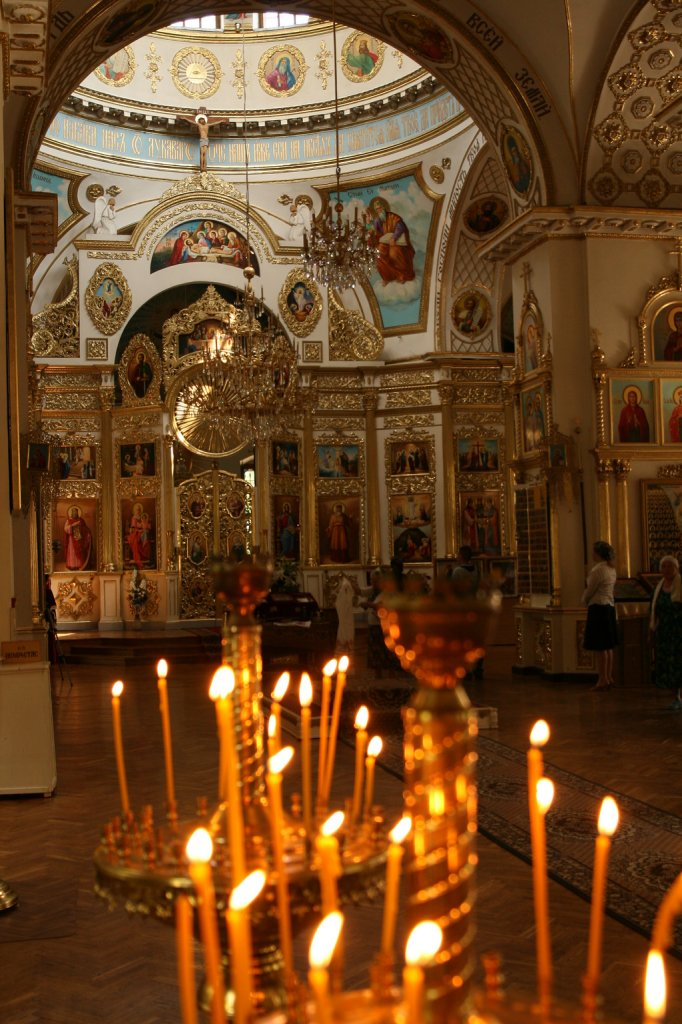
Bougies allumées à l'intérieur de la cathédrale en 2007
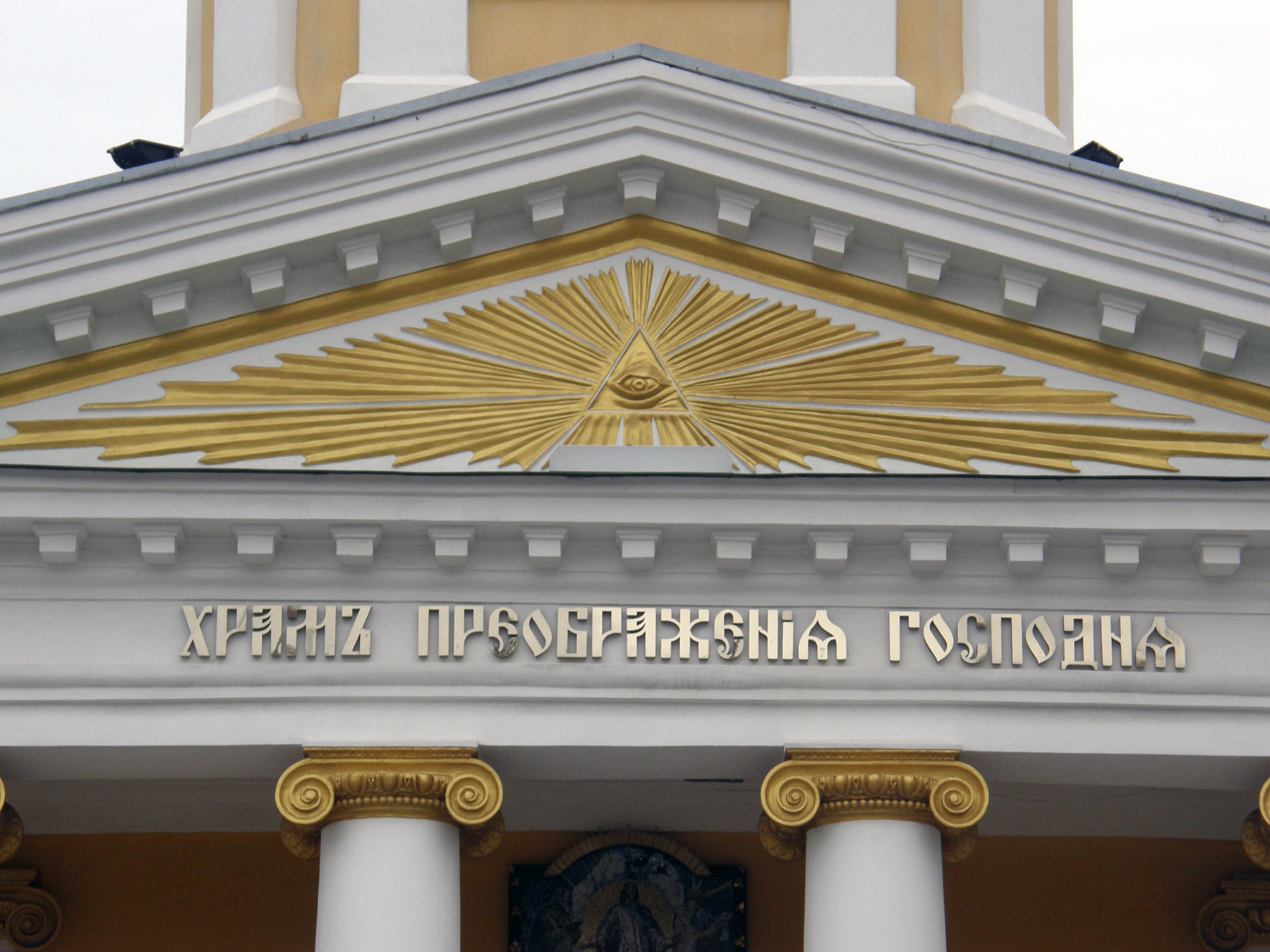
L'Œil de la Providence au fronton en 2013
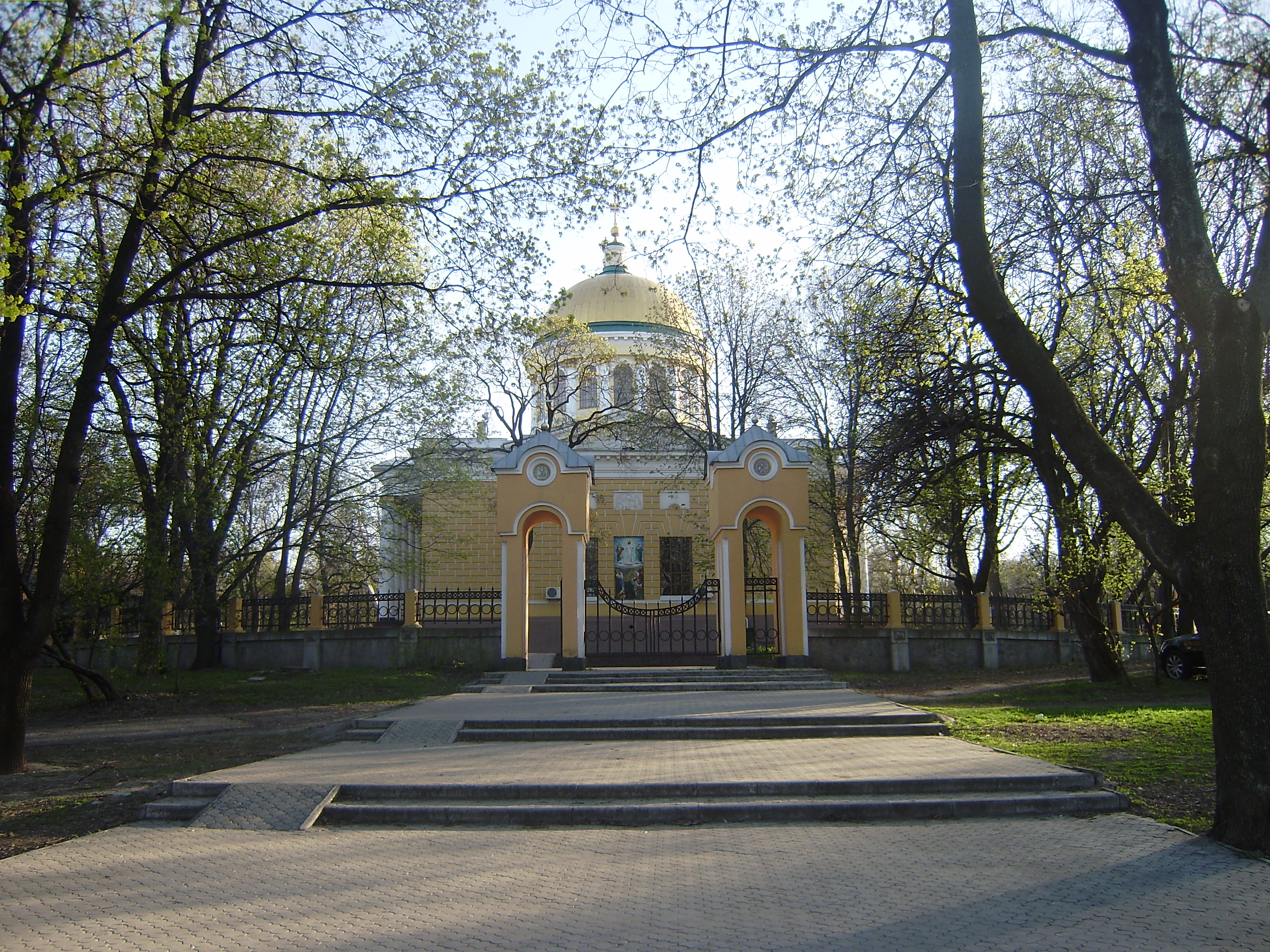
L'une des portes de l'enceinte de la cathédrale en 2013
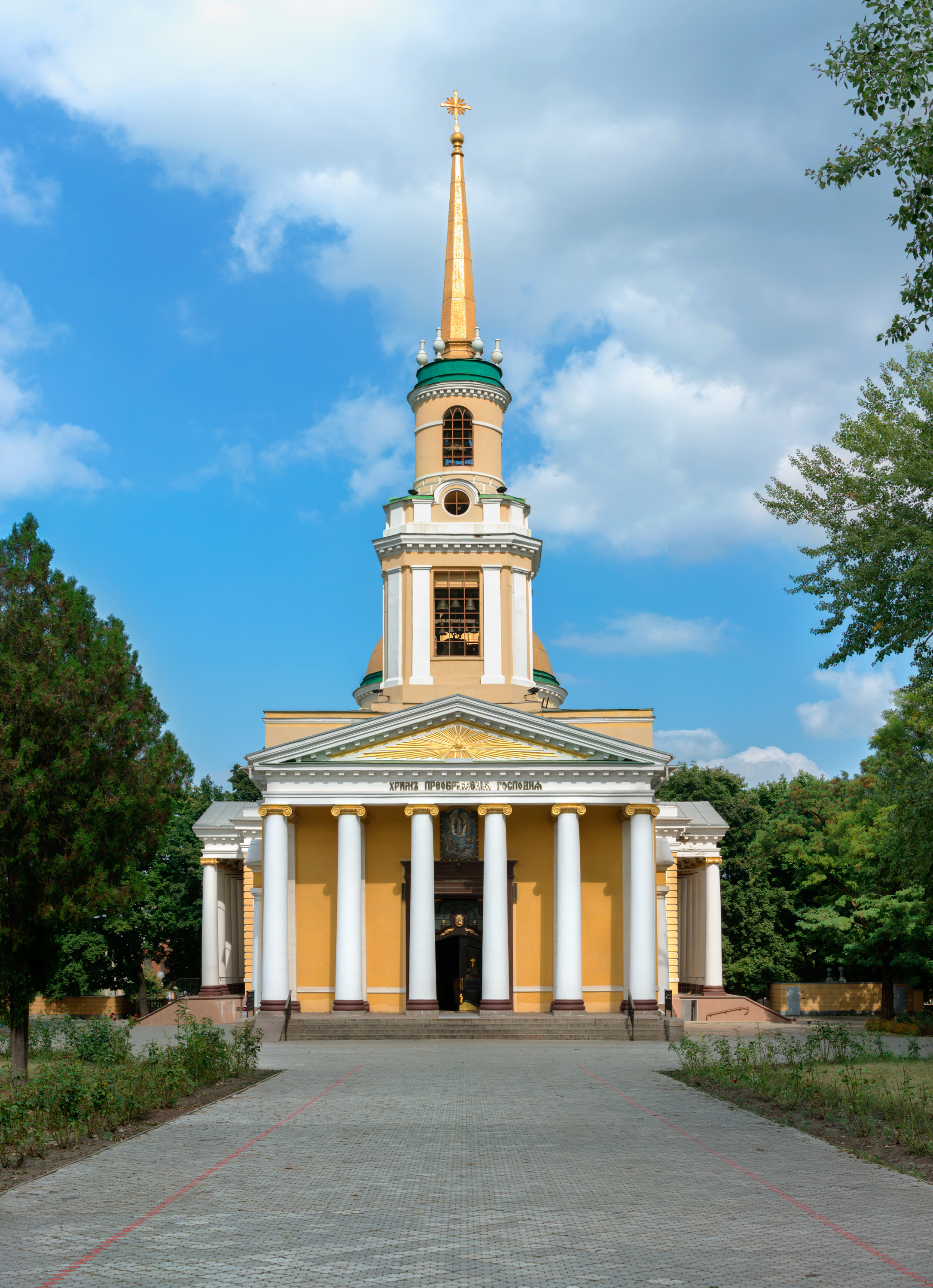
Le clocher de la cathédrale en 2014
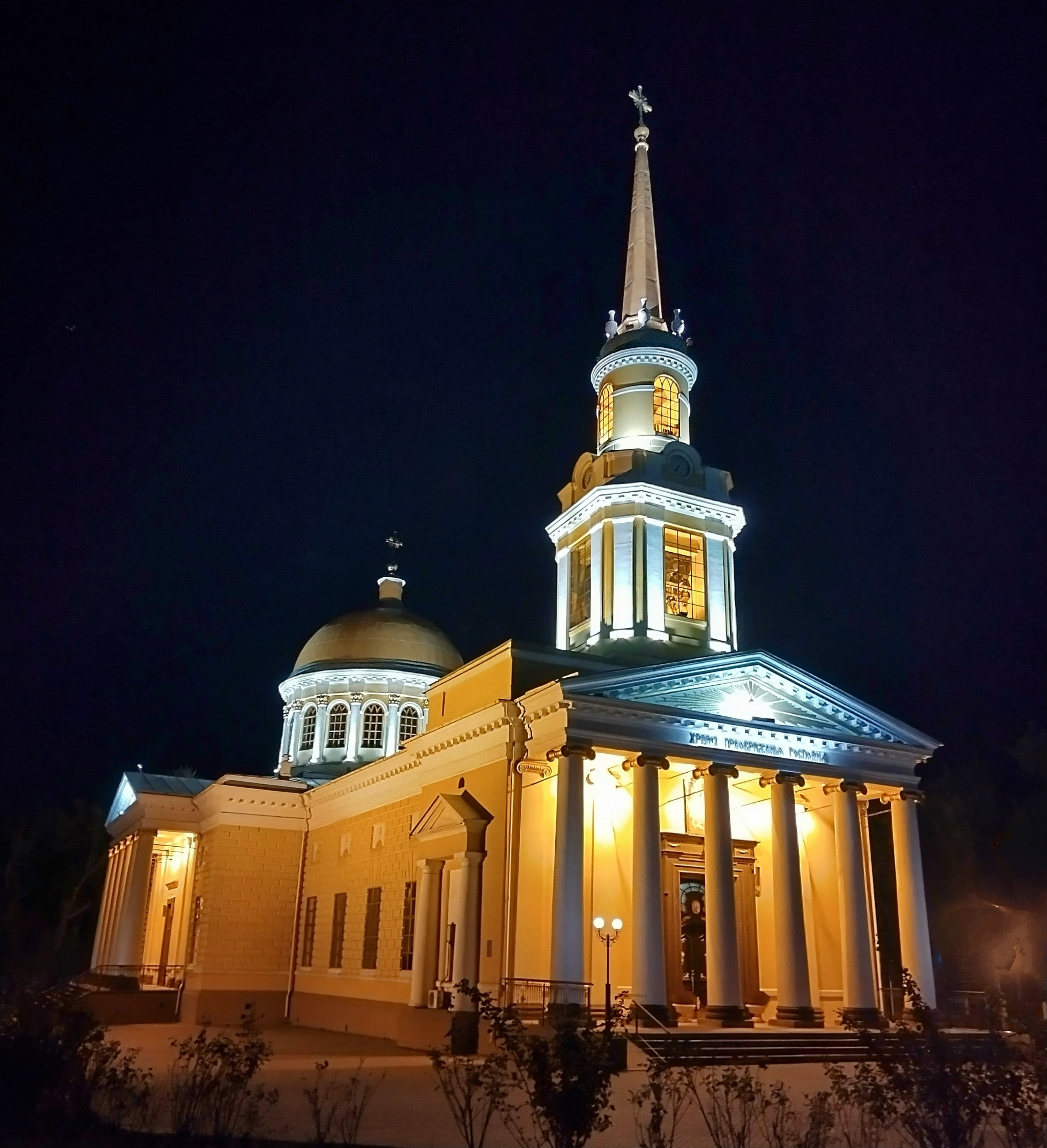
La cathédrale vue de nuit en 2023